# Croix de saint André
La croix de saint André est une croix dont la forme est à rapprocher de celles d'une lettre X, majuscule comme minuscule, et d'un chiffre romain X.
Son nom provient de la forme ou disposition de la croix qui aurait été utilisée, selon la tradition chrétienne, pour supplicier saint André, l'un des douze apôtres de Jésus de Nazareth — martyr comme la plupart d'entre eux — et un frère de l'apôtre Simon-Pierre considéré quant à lui comme le premier pape, ultérieurement.
Cette croix est parfois appelée aussi croix décussée et sautoir en héraldique. La croix de Bourgogne est une croix de saint André particulière. 
La croix de saint André est présente dans la culture de nombreux pays européens voire au-delà, dans l'art religieux, la symbolique identitaire de pays, de régions ou de forces politiques, dans la vie pratique.
Par analogie de forme, ce symbole désigne, dans des ouvrages de génie civil ou des bâtiments à colombage, un assemblage de deux pièces croisées qui assure une meilleure rigidité au panneau et permet, au moyen de la triangulation, d'éviter le roulement, la déformation du treillis ou de la charpente.

## La croix de saint André, instrument du martyre d’un apôtre
André, le premier apôtre appelé par Jésus dans l'Évangile selon Matthieu, 10,2), est allé prêcher dans la Mésie pour la première fois. Son passage n'avait pas plu aux Romains qui le firent crucifier sur place.
D'après les évangiles apocryphes : « il est dit qu'il avait refusé que ses nombreux adeptes le sauvent pendant la nuit en leur disant de partir en appeler d'autres. Lors de son crucifiement, de nombreuses personnes sont venues l'écouter plusieurs dizaines d'heures, jusqu'à sa mort. »
Selon la tradition, sous l'empereur Néron, la croix sur laquelle saint André a été supplicié était en forme de « X », la « crux decussata », ce qui a donné le nom de « croix de saint André ».
En fait, cette tradition ne s'appuie sur aucun texte. Ce crucifiement sur une croix transverse a pu être imaginé en pendant à celle de Pierre, son frère, crucifié la tête en bas sur une croix droite.

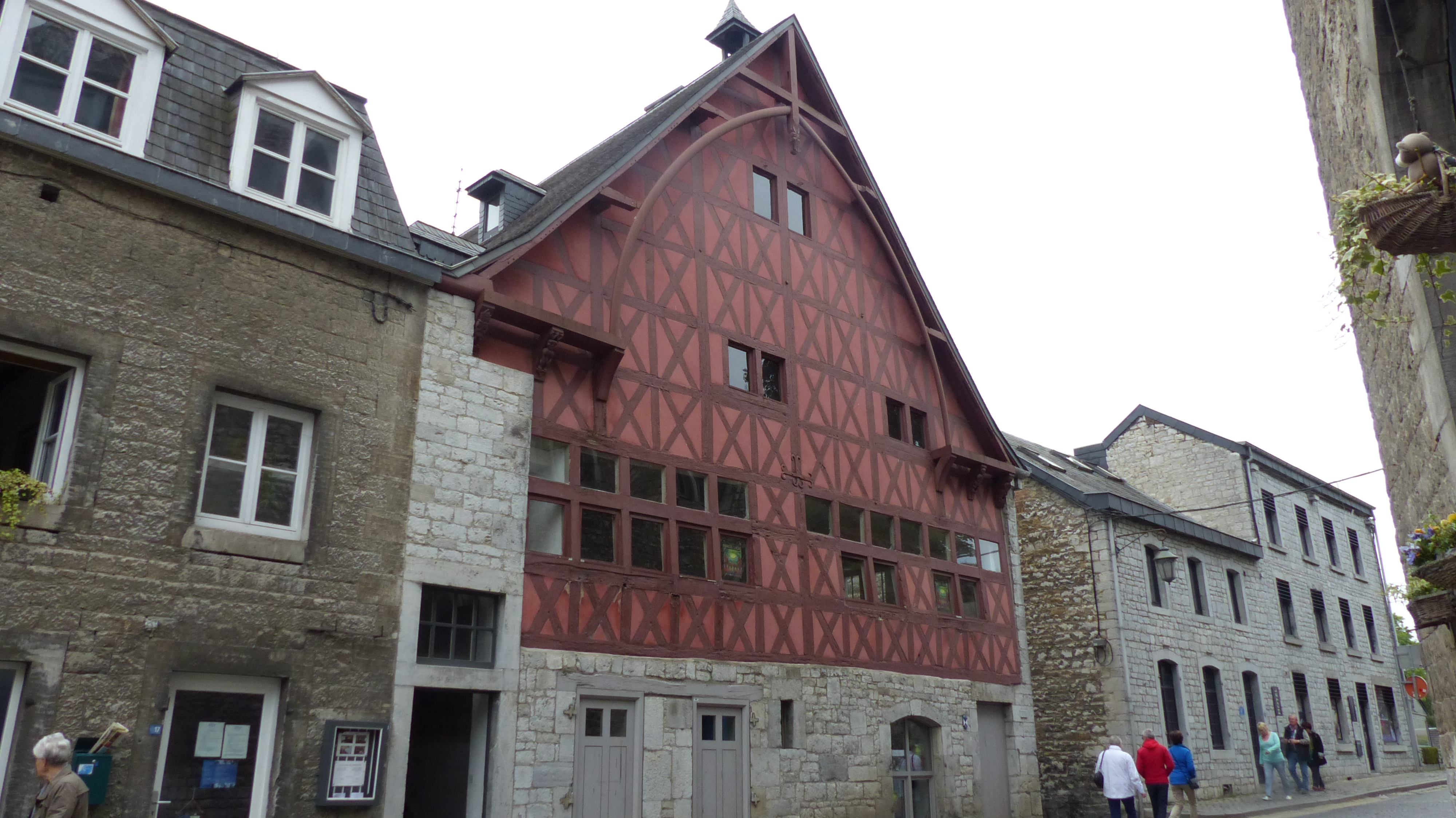
Le colombage de la halle aux blés de Durbuy est formé de dix niveaux alignant le plus souvent des croix de Saint-André.
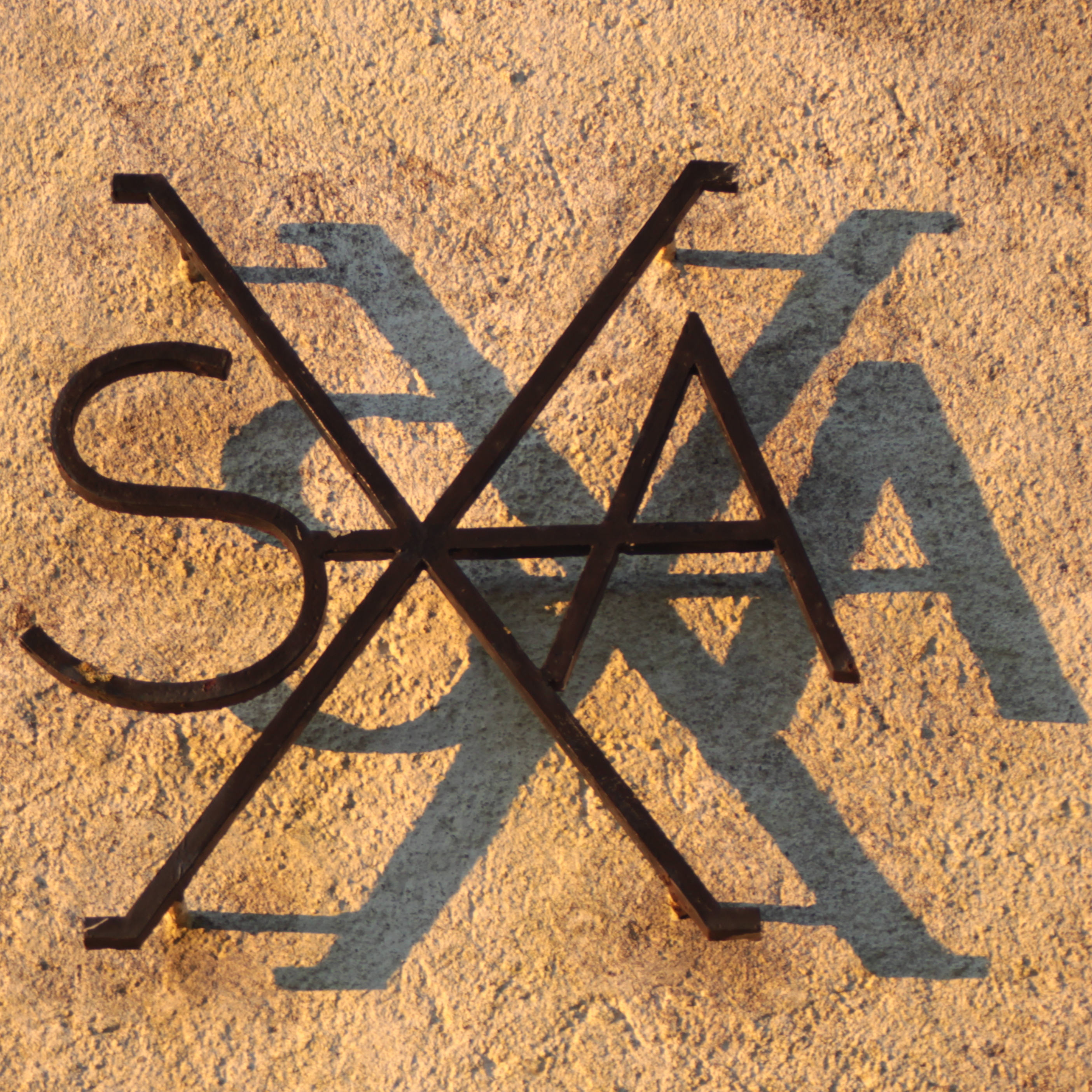
Croix de saint André, façade de la chapelle Saint-André, à Bouvron.

## Thème de l’art religieux
La croix du martyre d’André en forme de X apparaît pour la première fois au Xe siècle et devient son attribut iconographique. Au XIVe siècle, un vitrail (cathédrale de Bourges) affecte à André une croix latine à branches droites. Cette croix en X majuscule est rarement associée à André avant le XIVe siècle, et c’est surtout l’art bourguignon qui l’a développée.

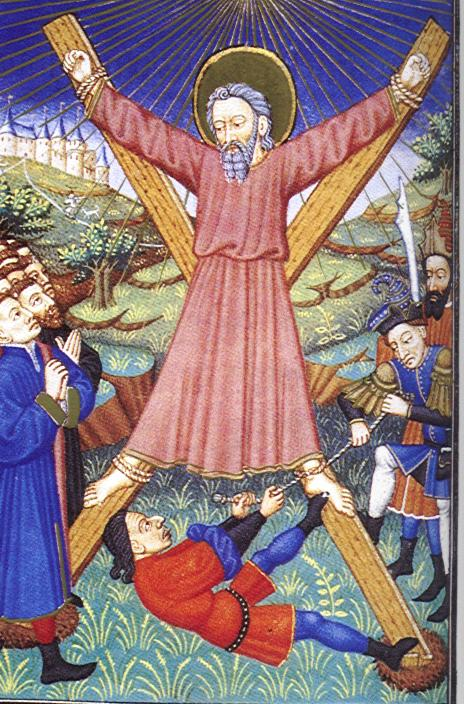
Crucifiement de saint André.
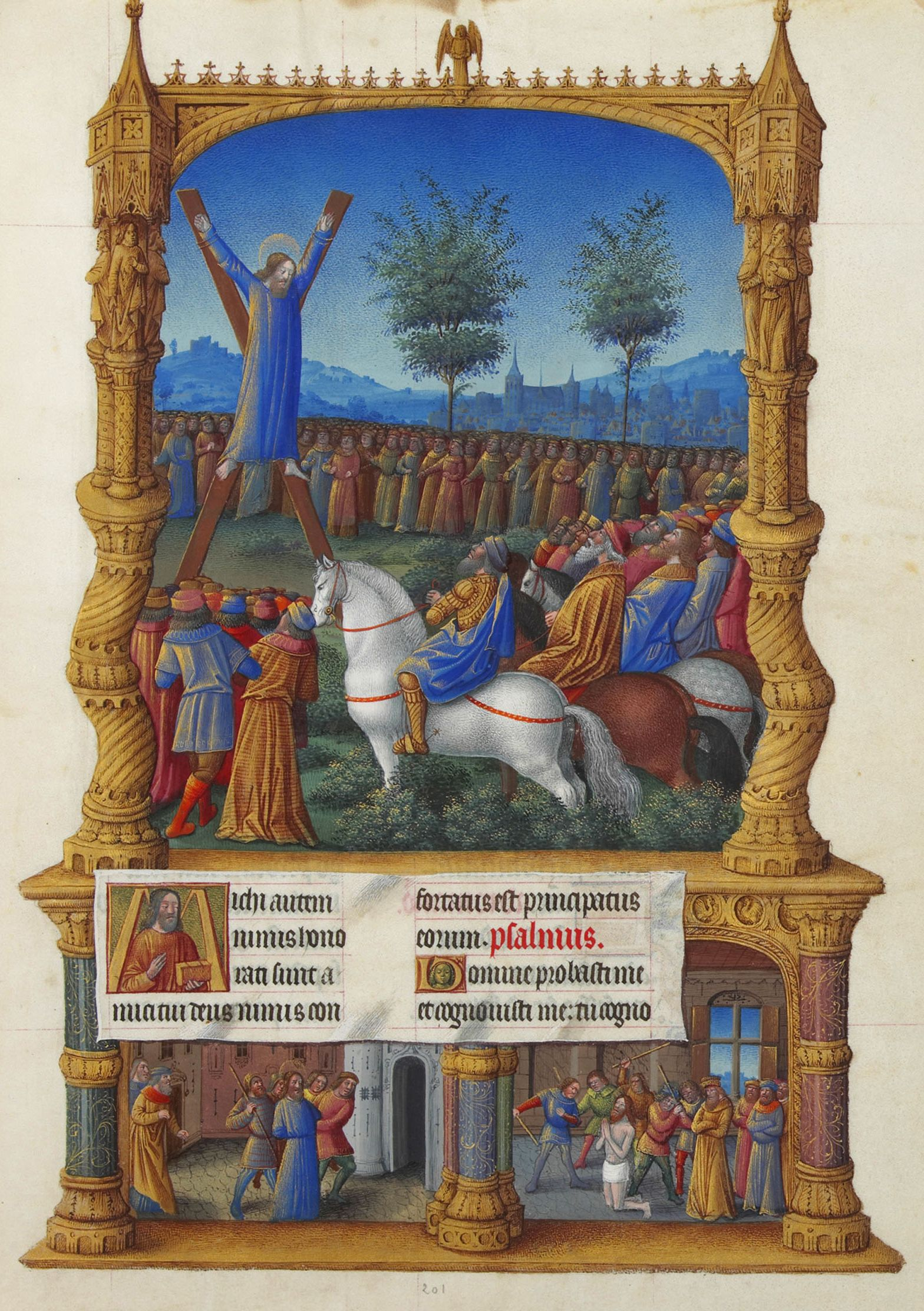
Crucifiement de saint André, Les Très Riches Heures du duc de Berry, musée Condé, Chantilly, ms.65, f.201r, Jean Colombe, vers 1485-1486.
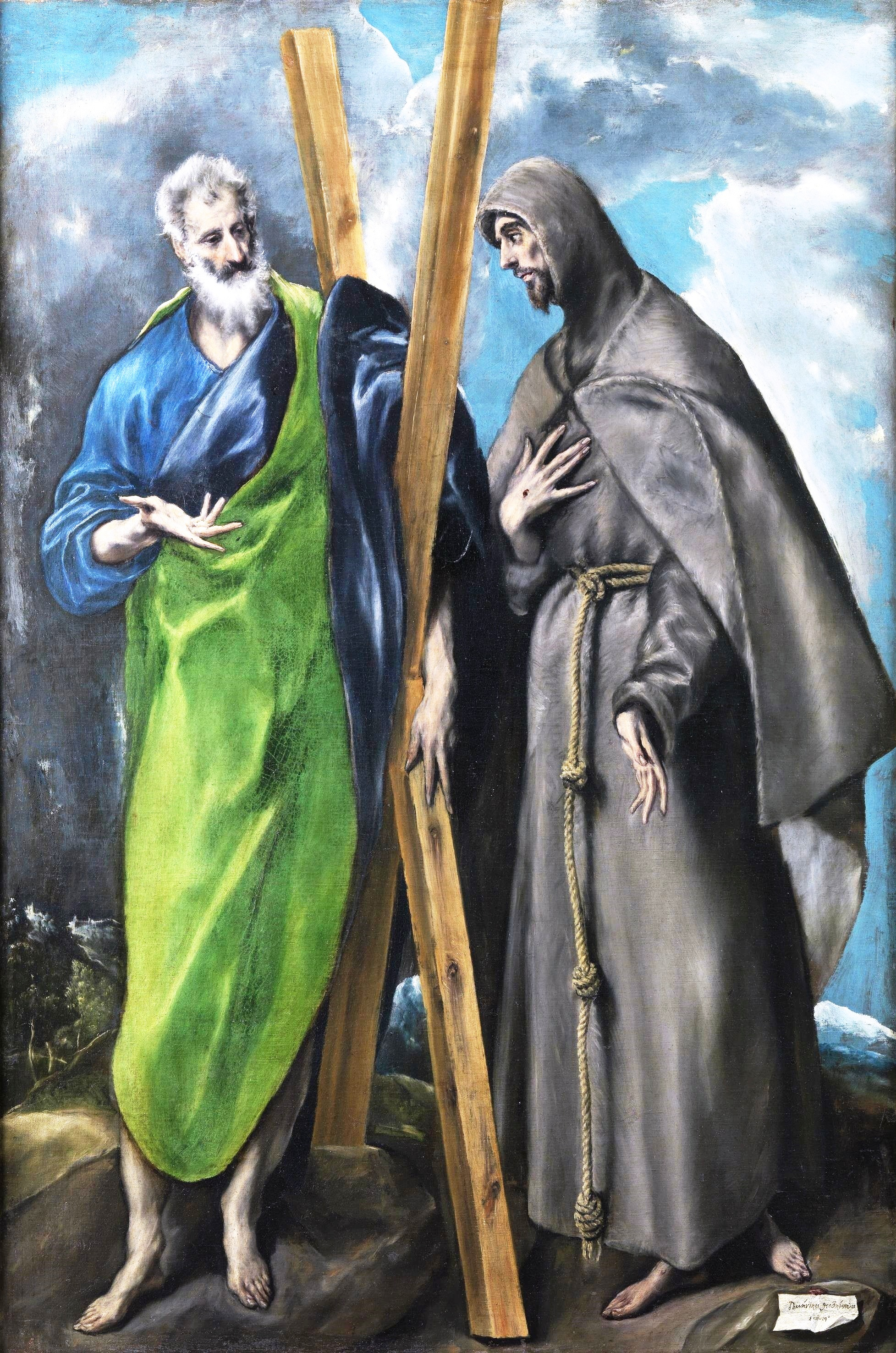
Saint André (El Greco).
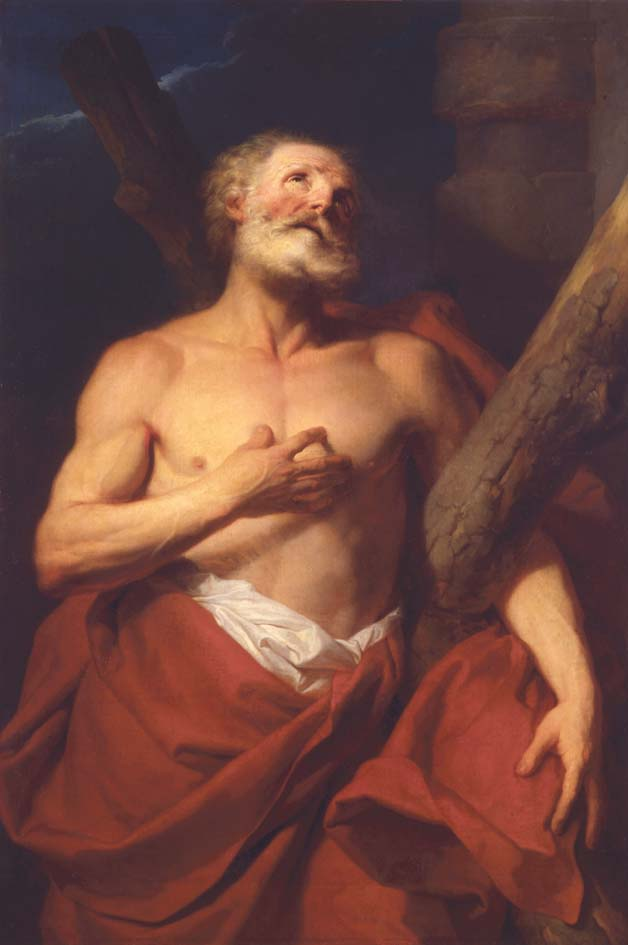
Saint André (Hyacinthe Rigaud).

## Symbole identitaire
L’apôtre André ayant été choisi comme saint patron par plusieurs princes européens, la croix de saint André devint un symbole de l’identité de plusieurs monarchies, nations, régions, armées ou forces politiques européennes. Cette dimension identitaire se traduisit par la confection de drapeaux militaires mais aussi par une utilisation domestique, certains habitants d'un pays utilisant la croix de saint André pour manifester leur attachement à leur identité comme en Franche-Comté par exemple. Par la suite, il fut également utilisé par des mouvements politiques comme le carlisme.

### France

#### Bourgogne

Croix de Bourgogne.

Les ducs de Bourgogne adoptèrent saint André comme saint patron. Saint André devint ainsi le patron de l’ordre de la Toison d’or et celui des États bourguignons. Le cri d’arme des ducs de Bourgogne était « Montjoie Saint-André ». Un étendard à croix de saint André fut adopté par les armées du duc de Bourgogne à l’époque de Jean sans peur. À la suite du rattachement du duché de Bourgogne à la couronne de France, leurs héritiers Habsbourg conservèrent le symbole de la croix de saint André, toujours utilisé au début du XXIe siècle par l’armée espagnole. Sous les Habsbourg d’Espagne, le drapeau à croix de saint André fait office de symbole de la monarchie catholique et est utilisé aussi bien en Espagne, qu’en Amérique, aux Pays-Bas ou en Franche-Comté.

Drapeau militaire de l’État bourguignon sous le règne de Charles le Téméraire

On appelle croix de Bourgogne une croix de saint André rouge dont les branches sont écotées sur fond blanc. Cet emblème se blasonne ainsi : « d’argent au sautoir écoté de gueules ». On le retrouve sur les drapeaux des armées du duc de Bourgogne puis sur ceux de ses héritiers espagnols. La croix de Bourgogne est une forme particulière de croix de saint André, mais les deux termes ne sont donc pas synonymes.

#### Franche-Comté
La croix de Bourgogne fait partie de l’héritage bourguignon légué à la Franche-Comté après la chute des ducs-comtes de Bourgogne. Lorsque les guerres du XVIIe siècle opposent la France et la Comté (alors dernière terre bourguignonne), cet emblème antifrançais est fréquemment arboré par les patriotes comtois. Son utilisation est même courante dans un cadre plus officiel et il n’est pas rare de la rencontrer, seule ou aux côtés du lion d’Othon (sur le sceau du Parlement de Dole, par exemple).
Louis XIV souhaitait conquérir la totalité des anciens États bourguignons, en s’appuyant sur ses droits de descendant des ducs de Bourgogne qu’il tenait de sa mère et surtout de son épouse. C'est pourquoi il attribua à son premier petit-fils, né en 1682, le titre de « duc de Bourgogne ». La Franche-Comté avait été conquise en 1668 et restituée par le traité d’Aix-la-Chapelle. Les Francs-Comtois tinrent à affirmer leur fidélité au roi d’Espagne et pour ce faire ils fabriquèrent des plaques de cheminée où figurent l’écu de la Comté, entouré par le collier de la Toison d’or, accompagné de C couronnés, initiales de Charles II d'Espagne, et de croix de saint André écotées prises dans des briquets qui supportent aussi le bélier de la Toison.
C’est certainement pour répondre à cette plaque qu’on en fabriqua d'autres, sans doute dans le duché, où l’on voit la croix de Bourgogne écotée, placée derrière le briquet d’où pend le bélier, accostée de deux cailloux d’où sortent des flammes, le tout accompagné de trois fleurs de lys et de trois L.
Louis XIV décida de prendre pour lui cette croix devenue l'emblème par excellence de la Maison d'Espagne. En 1668, il créa un régiment de Bourgogne, d'infanterie, et une compagnie de chevau-légers de Bourgogne, ensuite « gendarmes de Bourgogne ». Le régiment de Bourgogne, et plus tard le Royal-Comtois, eurent sur leurs drapeaux la croix de Bourgogne. Il en fut de même des régiments de milice levés en Bourgogne et en Franche-Comté. Les « gendarmes bourguignons » avaient sur leur étendard une grande croix de Bourgogne et quatre petites, plus des sautoirs sur le tablier des timbaliers, les fontes de pistolets .
Les propos suivants de l'historien comtois Jules Chifflet (1615-1676) commentant l'utilisation de la croix de saint André par des unités de l'armée royale française illustrent particulièrement bien l'attachement des Comtois à ce symbole de leur identité :

« Ils [les officiers du régiment] prirent pour drapeaux une croix de Bourgogne semée de fleurs de lys, dont, si j'avois entrepris de décrire l'offense, il sembleroit que je voulusse l'aggraver […]. Nos anciens princes qui sont en l'autre vie, à la vue de cet étendard, auroient peine de croire un tel oubli de notre nation, sinon jugeant, comme tous les hommes sages firent, que Dieu fit entreprendre cette témérité pour nous humilier d'autant plus par le reproche qui en sera fait à jamais à ceux qui s'enrôlèrent sous une telle enseigne. »

#### Gascogne

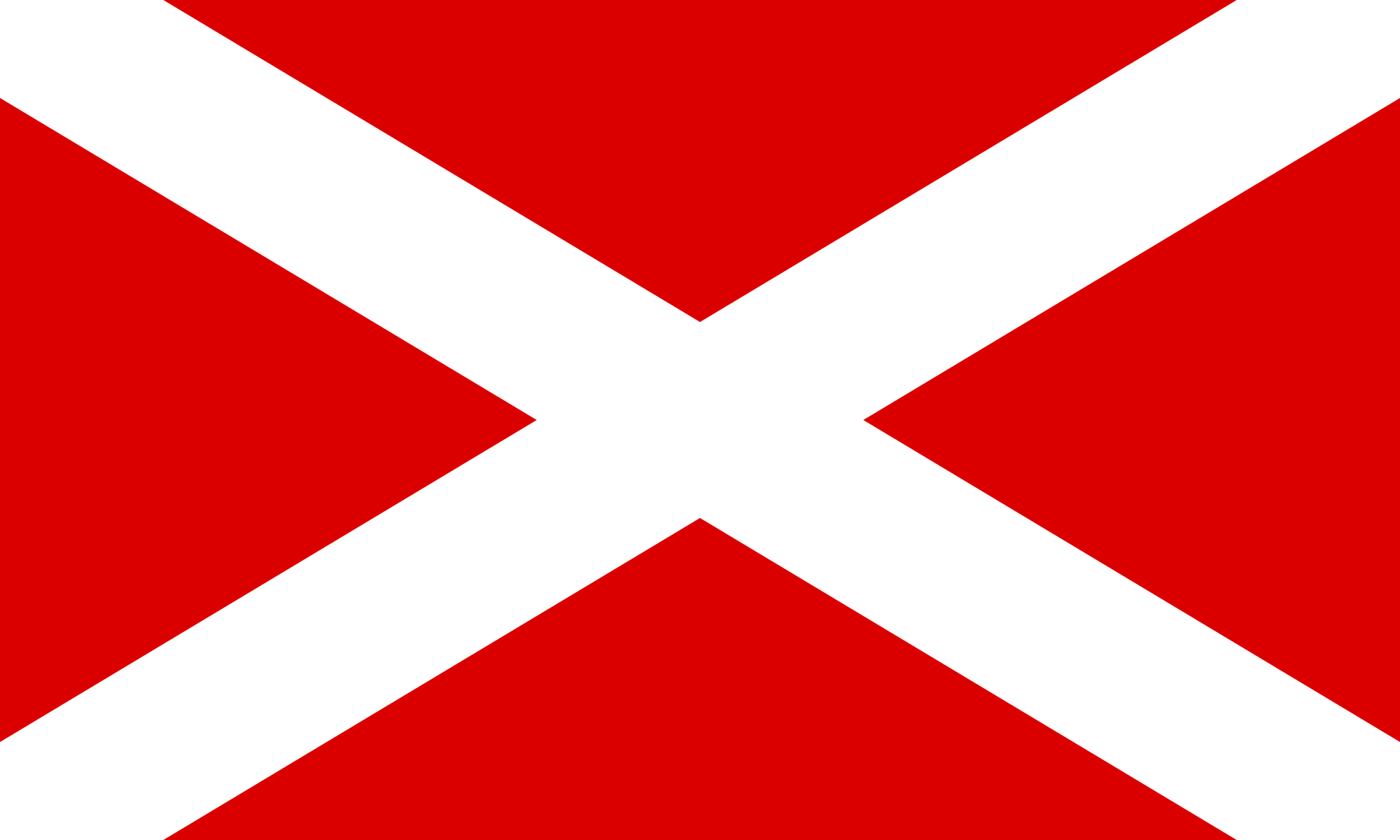
Union Gascona, drapeau de la Gascogne.

Ce drapeau serait apparu à l'époque du pape Clément III pour réunir les Gascons lors de la troisième croisade (XIIe siècle), mais aucune preuve de cette allégation n'a jamais été trouvée. La chronique de Roger de Hoveden, souvent invoquée comme preuve de la création de ce drapeau, ne mentionne que les croix prises par les croisés de trois nations : les Français (une croix rouge), les Anglais (une croix blanche) et les Flamands (une croix verte), mais comme d'autres drapeaux de croisade sont attestés par ailleurs, on ne saurait conclure abruptement à partir de cette source unique.
Ce drapeau montre la croix de Saint-André. On note la correspondance avec le saint patron de Bordeaux. La couleur rouge peut correspondre à celle du royaume anglais, qui administra une partie de la Gascogne du 12ᵉ au milieu du 15ᵉ siècle, le rouge étant aussi la couleur prédominante dans l'héraldique des pays gascons. De plus, l'alliance du blanc et du rouge était fréquente dans l'emblématique du royaume de Navarre et, avant, dans le domaine vasconien.

À noter que dans le tome 14 de La Grande Encyclopédie, publiée en France de 1886 à 1902 par Henri Lamirault, on peut lire que : 

« aux temps difficiles de la guerre de Cent ans et des luttes terribles entre les Armagnacs représentant le parti national (croix blanche) et les Bourguignons alliés des Anglais (croix rouge et croix rouge de Saint-André), le drapeau des Anglais victorieux finit par réunir, en 1422, sous Henri VI, sur son champ les croix blanche et rouge de France et d'Angleterre, les croix de Saint-André, blanche et rouge de Guyenne et de Bourgogne. »

La recherche de l'origine de ce drapeau reste une question ouverte. La question est plus détaillée sur la page Gascogne.

### Espagne

#### Emblème de la monarchie, de l'armée et des vice-royautés espagnoles

Armoiries du roi Juan Carlos 1er d'Espagne.

Lorsque Philippe le Beau, fils de Marie de Bourgogne, devint par son mariage roi de Castille sous le nom de Philippe Ier, il introduisit la croix de Bourgogne en Espagne. Par la suite ses successeurs, rois d'Espagne de la Maison de Habsbourg, se voulurent les héritiers des ducs de Bourgogne. On vit donc sur leurs étendards la croix de Bourgogne, en particulier sur ceux des Tercios. Le drapeau à croix de Bourgogne flotta donc en Espagne mais aussi dans les vice-royautés d'Amérique et dans leurs autres possessions comme les Pays-Bas ou la Franche-Comté.
Au XVIIIe siècle, les Bourbons introduisirent le drapeau à bandes verticales rouges et jaune qui supplanta peu à peu le sautoir bourguignon. Au début du XXIe siècle, celui-ci continue d'apparaître sur les drapeaux de certaines unités de l'armée espagnole et sur l'étendard personnel du roi comme sur ses armoiries, distinctes de celles de l'État (les armes sont les mêmes mais dans un cas, elles sont posées sur la croix de Bourgogne, dans l'autre, elles sont entourées des colonnes d'Hercule).

#### Emblème du mouvement carliste
Les carlistes, royalistes espagnols qui se réclamaient de l'héritage historique de la monarchie espagnole, en particulier dans sa dimension de décentralisation antérieure à l'accession au trône des Bourbons, adoptèrent comme signe de ralliement la croix de Bourgogne. Celle-ci remontait aux rois de la maison de Habsbourg, descendants des ducs de Bourgogne.
Les carlistes ayant participé à la guerre civile espagnole aux côtés du général Franco, ils furent contraints par ce dernier d'intégrer le seul parti autorisé par son gouvernement, la FET de las JONS. Dès lors, le drapeau à croix de Bourgogne devint un symbole officiel du régime franquiste et il flotta à côté du drapeau national et du drapeau de la Phalange espagnole. Les partis politiques se réclamant du carlisme ont repris la croix de Bourgogne après la fin du régime franquiste.

#### Drapeau du Pays Basque

Drapeau basque.

Le drapeau basque ou ikurriña intègre une croix de saint André verte. Le 14 juillet 1894, au 22 de la rue Correo de Bilbao, Sabino Arana fonda la société « Euskeldun Batzokija ». Lors de la cérémonie d'ouverture fut présentée la première ikurriña, qui avait été dessinée pour l'occasion par Sabino et Luis Arana. Il le décrivit d'ailleurs dans son article La bandera Fenicia : « Le fond de notre drapeau est rouge, comme le fond de l'écu [de Biscaye], la croix blanche du drapeau est la croix blanche de l'écu et le Jaun-Goikua [Dieu] de la Devise, la croix verte de saint André représente par sa couleur le chêne de l'écu et les lois de la patrie. »
L’ikurriña est généralement expliquée comme suit :
- la croix de saint André verte représente le chêne de Guernica, symbole des fors de Biscaye, c’est-à-dire de la liberté multiséculaire des Basques ;
- la croix blanche, qui figure aussi sur le blason de Biscaye, représente le catholicisme ;
- le fond rouge représente les Basques.

Ce drapeau est aujourd'hui le drapeau officiel de la communauté autonome du Pays Basque en Espagne depuis le statut d'autonomie de 1979. Son utilisation officielle dans la communauté de Navarre est sujet à polémiques, puisqu'elle a été interdite par la loi des Symboles de Navarre en 2003. Au Pays basque français, il n'a pas de caractère officiel, mais son utilisation par les institutions est relativement courante.

#### Tenerife

Drapeau de Tenerife.

Depuis 1845, l'île espagnole de Tenerife, dans les îles Canaries, a utilisé la croix de Saint-André en blanc sur un fond bleu. Le drapeau est très similaire au drapeau d'Écosse (voyez au-dessous) mais le bleu est plus foncé. Le drapeau n'était pas fait officiel jusqu'à l'année 1989. Le bleu symbolise l'océan Atlantique, et le blanc symbolise la neige de la montagne de Teide.
La province de Santa Cruz de Tenerife, une province composée des îles de Tenerife, La Gomera, La Palma et El Hierro, utilise le drapeau de Tenerife avec les armoiries de la ville de Santa Cruz au centre.

### Belgique

#### Le pavillon de laComposante maritime belge

Pavillon de guerre belge

Par décision du 23 février 1950, un pavillon de guerre est créé.
Il reprend les trois couleurs nationales belges, en les associant à du blanc, selon le modèle du White Ensign de la Royal Navy.
Il ne s'agit pas d'une croix de Bourgogne qui était l'emblème du grand État bourguignon de la fin du Moyen Âge, mais le dessin reprend comme motif une croix de saint André et peut donc être perçu comme un rappel des ducs de Bourgognes. Saint André était en effet le saint patron de cet ensemble politique qui s'étendait sur les États actuels de Belgique et d'Espagne et sur la région Bourgogne.
Ce pavillon fut hissé pour la première fois le 2 mars 1950 et il est toujours utilisé.

### Écosse

Drapeau de l'Écosse

Drapeau de la Nouvelle-Écosse

En Écosse, la vénération de la croix de saint André est la conséquence d'une possible arrivée dans la région d'une partie des ossements de saint André, un certain temps après sa mort[réf. nécessaire].
Le drapeau de l’Écosse est une croix de saint André blanche sur fond bleu et elle figure aussi sur les drapeaux du Royaume-Uni. Le nom de l’emblème en anglais est saltire (en français sautoir).
C’est l’un des plus vieux drapeaux au monde, traditionnellement daté du ixe siècle, et le plus vieux drapeau national encore en usage. Selon la légende, le roi Oengus II des Pictes ou King Angus mena les Pictes et les Gaëls durant une bataille contre les Angles sous le roi Athelstan d'Est-Anglie. King Angus et ses hommes furent encerclés et il se mit à prier pour leur délivrance. Durant la nuit, saint André, qui avait été martyrisé sur une croix diagonale, apparut à Angus et l’assura de la victoire. Le lendemain, un sautoir blanc sur un fond de ciel bleu apparut des deux côtés et encouragea les Pictes et les Gaëls, mais fit perdre confiance aux Angles, qui furent battus. La croix de saint André devint ainsi selon cette légende le drapeau écossais.
Des preuves de l’utilisation de ce drapeau remontent au Moyen Âge. Ainsi, en 1385 le Parlement d’Écosse décréta que les soldats écossais devaient arborer la croix de saint André comme signe distinctif. Le plus vieux drapeau encore existant et représentant uniquement une croix de saint André date de 1503 : une croix blanche sur un fond rouge. Avant 1540, la légende du Roi Angus avait été modifiée pour y inclure la vision de la crux decussata sur un ciel bleu, l’azur rappelant la Auld Alliance avec la France, qui l'avait elle-même adopté au cours de la guerre de Cent Ans contre le gueules (rouge) anglais.
Le drapeau de la Nouvelle-Écosse est une bannière basée sur les armoiries provinciales et il est directement inspiré du drapeau de l’Écosse. La Nouvelle-Écosse était en effet à l’origine une colonie garantie aux seuls Écossais. Le drapeau de cette province canadienne, un sautoir bleu sur fond blanc, est une simple inversion des couleurs du drapeau de l’Écosse (un sautoir blanc, la croix de saint André, sur fond bleu), portant l’écu héraldique des armoiries de l’Écosse, un écu or avec un lion rouge entouré d’une bordure double décorée de fleurs-de-lys. Il s’agit d’une version vexillologique des armes de la Nouvelle-Écosse, accordée par Charles Ier, roi d’Angleterre et d’Écosse en 1625.

### Russie

Enseigne navale de la Russie

En Ukraine, on considère saint André comme le premier évangélisateur de Kiev, première capitale historique de la Russie. C'est pourquoi, l'ordre de la Russie tsariste le plus prestigieux était l’ordre impérial de Saint-André.
Un drapeau blanc à croix de saint André bleue fut adopté en 1690 par Pierre Ier comme emblème de la marine de guerre russe. Cet emblème fut aboli sous le régime communiste mais il est redevenu le pavillon des navires de guerre avec la fin de l’URSS. Il faut noter que le pavillon de guerre soviétique avait repris les couleurs de la croix de saint André à savoir le blanc et le bleu.
Pendant la Seconde Guerre mondiale, le drapeau à croix de saint André fut adopté comme symbole de l’Armée Vlassov, armée officiellement créée à l’automne 1944 et composée de ressortissants de l’Union soviétiques et luttant aux côtés de l’Allemagne. Un écusson avec la croix de saint André bleue sur fond blanc était cousu sur leur uniforme au niveau du bras. Cet écusson avait une bordure rouge. Au-dessus, figuraient les lettres ROA abréviation du russe Русская Освободительная Армия, transcrit Russkaya Osvoboditel'naya Armiya signifiant Armée de libération de la Russie.
L' oblast (région) russe d'Arkhangelsk aussi utilise une croix de saint André en bleu sur blanc, avec les armoiries au centre.

### États-Unis

#### Alabama

Drapeau de l'Alabama

Il faut également noter que le drapeau de l'Alabama est identique à celui de la Floride mais sans le sceau de l'État de Floride. Le drapeau de l'Alabama a été adopté par l'Article 383 de la législature de l'État d'Alabama le 16 février 1895. Le sautoir offre également au drapeau une ressemblance avec la croix dite de saint Patrick incorporée dans l'Union Flag du Royaume-Uni afin de symboliser l'union du Royaume de Grande-Bretagne et du Royaume d'Irlande. Cependant, il semble que ce sautoir provienne comme le drapeau de Floride d'une simplification du drapeau de la Nouvelle-Espagne des Habsbourg et du début des Bourbons (1506-1785).

#### Floride

Drapeau de la Floride

De 1868 à 1900, le drapeau de la Floride se composait seulement du sceau de l'État sur fond blanc. Vers la fin des années 1890, le gouverneur Francis P. Fleming suggéra d'y ajouter une croix rouge, afin qu'il ne soit pas confondu avec un drapeau blanc lorsqu'il était hissé. Cette croix est une croix de saint André.
Certains affirment que la croix se veut un rappel de celle, similaire bien que bleue du drapeau de guerre confédéré. Toutefois, cette opinion ne fait pas l'unanimité, et il n'y a pas eu d'opposition au drapeau pour cette raison, comme cela a pu être le cas en Géorgie ou dans le Mississippi.
Historiquement, le premier drapeau qui flotta en Floride est celui de la Nouvelle-Espagne, avec la croix ragulée rouge sur fond blanc dite croix de Bourgogne. Le drapeau de l'État de Floride rappelle ce premier drapeau.

### Irlande

Drapeau de saint Patrick

Dans le cadre de la domination de la Grande-Bretagne en Irlande, les autorités britanniques ont attribué au royaume d'Irlande un drapeau propre : un sautoir rouge sur fond blanc rappelant la croix de Bourgogne. Dans le monde anglophone, la croix en forme de X appelée croix de saint André en Français est le plus souvent désignée par le terme héraldique « saltire ». Les anglophones ne nomment croix de Saint André que la croix écossaise, un sautoir blanc sur fond bleu ; cela explique qu'ils aient pu baptiser croix de saint Patrick une croix de saint André rouge sur fond blanc.
La Croix a été utilisée sur les apparats de l’ordre de Saint-Patrick, fondé en 1783 comme premier ordre de chevalerie du Royaume d'Irlande, puis sur les armes et drapeaux d'un certain nombre d'institutions du Royaume. Après l'Acte d'Union (1800), unifiant le Royaume d'Irlande et le royaume de Grande-Bretagne, le sautoir rouge senestrogyre a été ajouté sur le drapeau britannique pour former l'actuel Union Flag.
La croix de saint Patrick est dénoncée par les nationalistes irlandais comme étant une invention britannique et ne reconnaissent comme drapeau de l'Irlande que le tricolore vert, blanc, orange.

### Jamaïque

Drapeau de la Jamaïque

### Malte
Quelques villes maltaises, comme Isla, Luqa, Marsaxlokk, Swieqi et Żabbar, ont une croix de saint André sur leurs drapeaux et blasons.

### Pays-Bas
Les armoiries et le drapeau de la ville d'Amsterdam comportent trois croix de saint André blanches alignées sur une bande noire. Trois croix de saint André blanches sur un fond rouge forment les armoiries et le drapeau de la ville de Breda. La ville de Katwijk aan Zee utilise un drapeau blanc avec une croix de saint André en bleu.

### Roumanie
En Roumanie, c'est le saint le plus important, considéré comme « protecteur de la Roumanie » et deuxième fondateur de l'Église orthodoxe roumaine après le Saint Esprit. La croix de saint André est présente dans de nombreuses maisons parmi celles où les habitants pratiquent encore l'iconographie religieuse.

### Brésil

Drapeau de Rio de Janeiro.

Drapeau de Fortaleza.

Le drapeau de la ville de Rio de Janeiro se compose d'un rectangle blanc avec deux bandes diagonales convergentes bleu avec les armoiries de la ville, le rouge au centre. Sa conception de base, peu changé jusqu'à nos jours (sauf pour la période qui est devenu l’État de Guanabara - 1960-1975) a été rendue officielle par décret 1190 du 8 juillet 1908.
Le bleu et le blanc symbolisent l'origine portugaise de la ville. Les couleurs traditionnelles de la Monarchie Portugaise, adoptées depuis la création du comté de Portugal, en 1097.
Le rouge symbolise le sang versé par saint Sébastien, saint patron de la ville et le sang versé pour Estacio de Sa, fondateur de la ville et la défense des colons, à Rio de Janeiro.
Un drapeau similaire au drapeau de Rio de Janeiro a été adopté par la ville de Fortaleza, le 11 novembre 1958. Ce drapeau est aussi un rectangle blanc avec deux bandes diagonales convergentes bleu, et avec les armoiries de cette ville, en bleu et or, au centre. Le bleu des bandes diagonales est plus foncé dans le drapeau de Fortaleza que dans le drapeau de Rio de Janeiro, mais, avec le blanc, sa signification est la même. Les armoiries, dans la forme d'un château or sur vagues bleus, symbolise la valeur, ou fort, de la ville.

### Pérou

Drapeau du Pérou.

La croix de Bourgogne emblème de l'empire espagnol fut utilisée par les troupes militaires espagnoles lors des batailles au Pérou. L'ensemble des territoires conquis en Amérique à cette époque, comme ceux de la Vice-Royauté de la Nouvelle-Espagne possédaient aussi ce drapeau. Le premier drapeau péruvien fut établi par le général  José de San Martín le 21 octobre 1820. Il se compose de deux diagonales séparant quatre triangles, deux blancs et deux rouges.

### Afrique du Sud

Drapeau des Voortrekkers.

Une forme de la croix de saint André était utilisée par les Voortrekkers, les Boers qui sont émigrés du Cap au nord-est dans le Grand Trek (Grande Migration), entre 1836 et 1840. Ce drapeau était bleu avec deux bandes diagonales convergentes en rouge.
Le drapeau est encore utilisé comme un symbole nationaliste par les Afrikaners aujourd'hui.

## La croix de saint André, terme technique

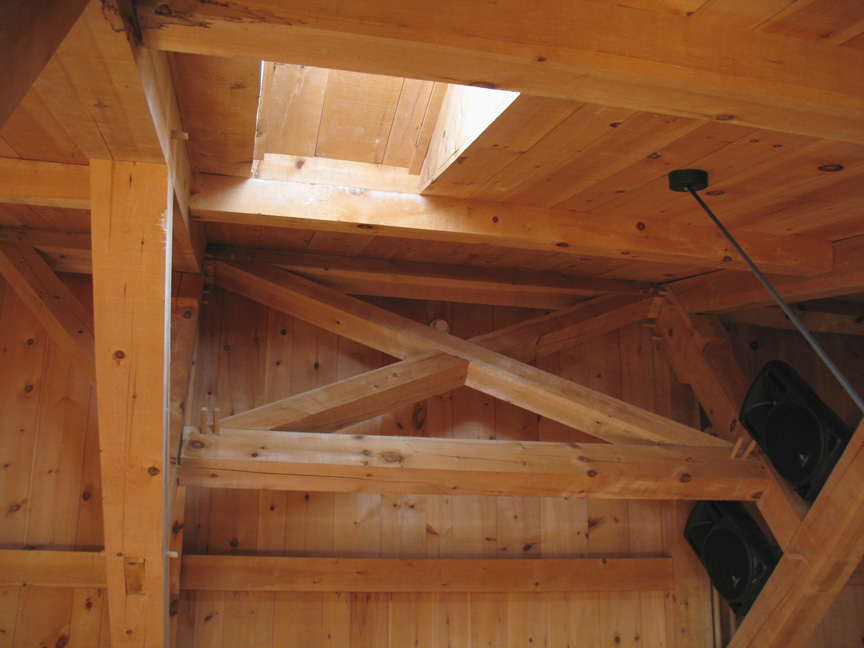
Croix de saint André dans la charpente du Moulin des Jésuites à Québec.

Représentation d'un signal SNCF annulé par l'apposition d'une croix de Saint-André. Même s'il est allumé, l'apposition de la croix fait qu'il doit être complètement ignoré par le conducteur.

- Un symbole similaire  est utilisé en sécurité en laboratoire sur les bouteilles ou emballages pour signaler des produits chimiques irritants, nocifs ou toxiques,
- Un pavillon rouge à croix de saint André blanche est appelé pavillon de plongée et signale la présence de plongeurs,

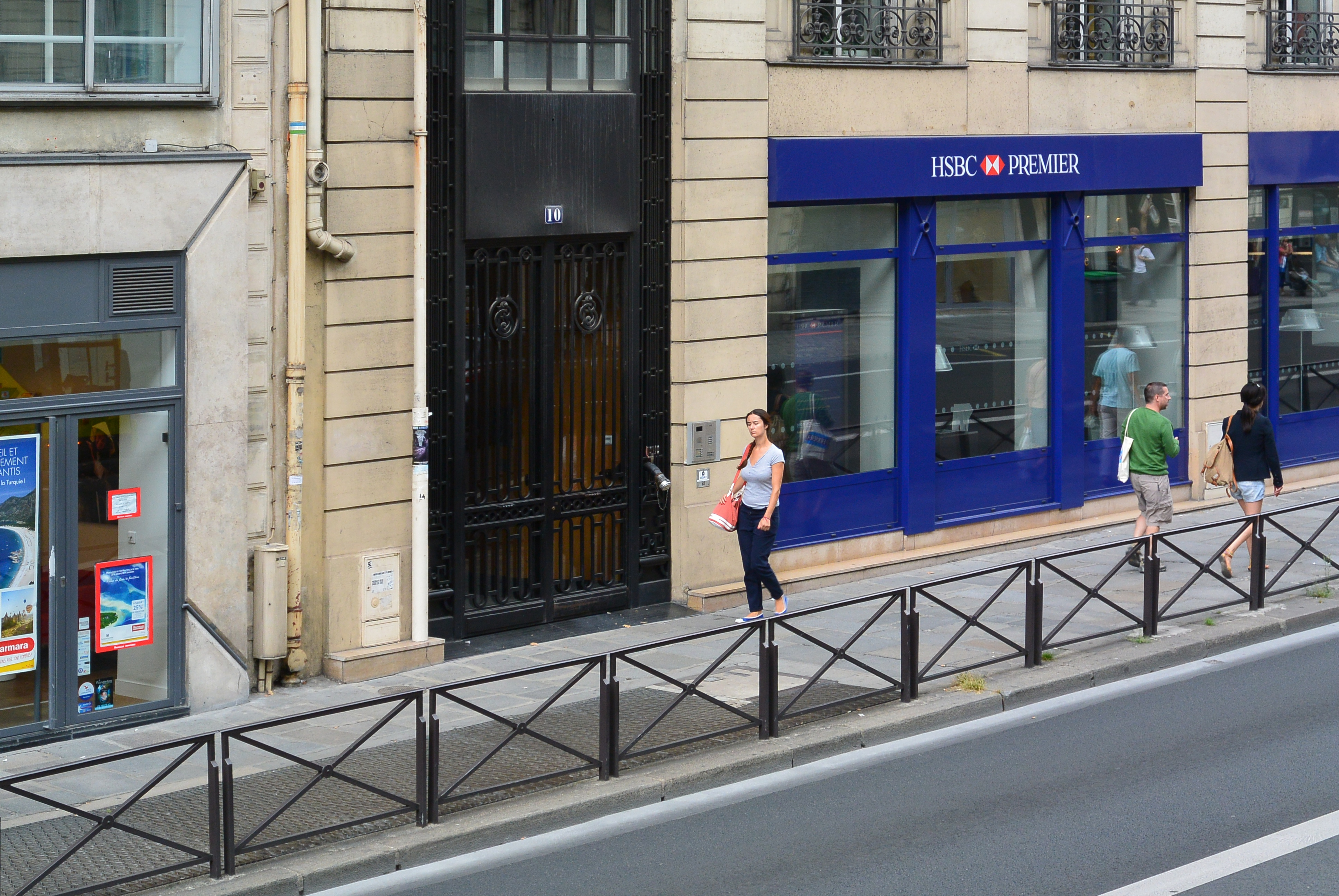
Barrières en croix de saint André (Paris, rue Auber).

- La croix de saint André est un engin destiné à la pêche du corail. Il est constitué par deux madriers en croix, lestés et munis de fauberts. Cet appareil est remorqué par les coralines[9],
- Dans la signalisation routière du  code de la route, plusieurs panneaux comportent ce symbole :
- le panneau signalant une intersection dans laquelle s'applique la règle de priorité à droite
- le panneau signalant un passage à niveau sans barrière de sécurité[10] ,

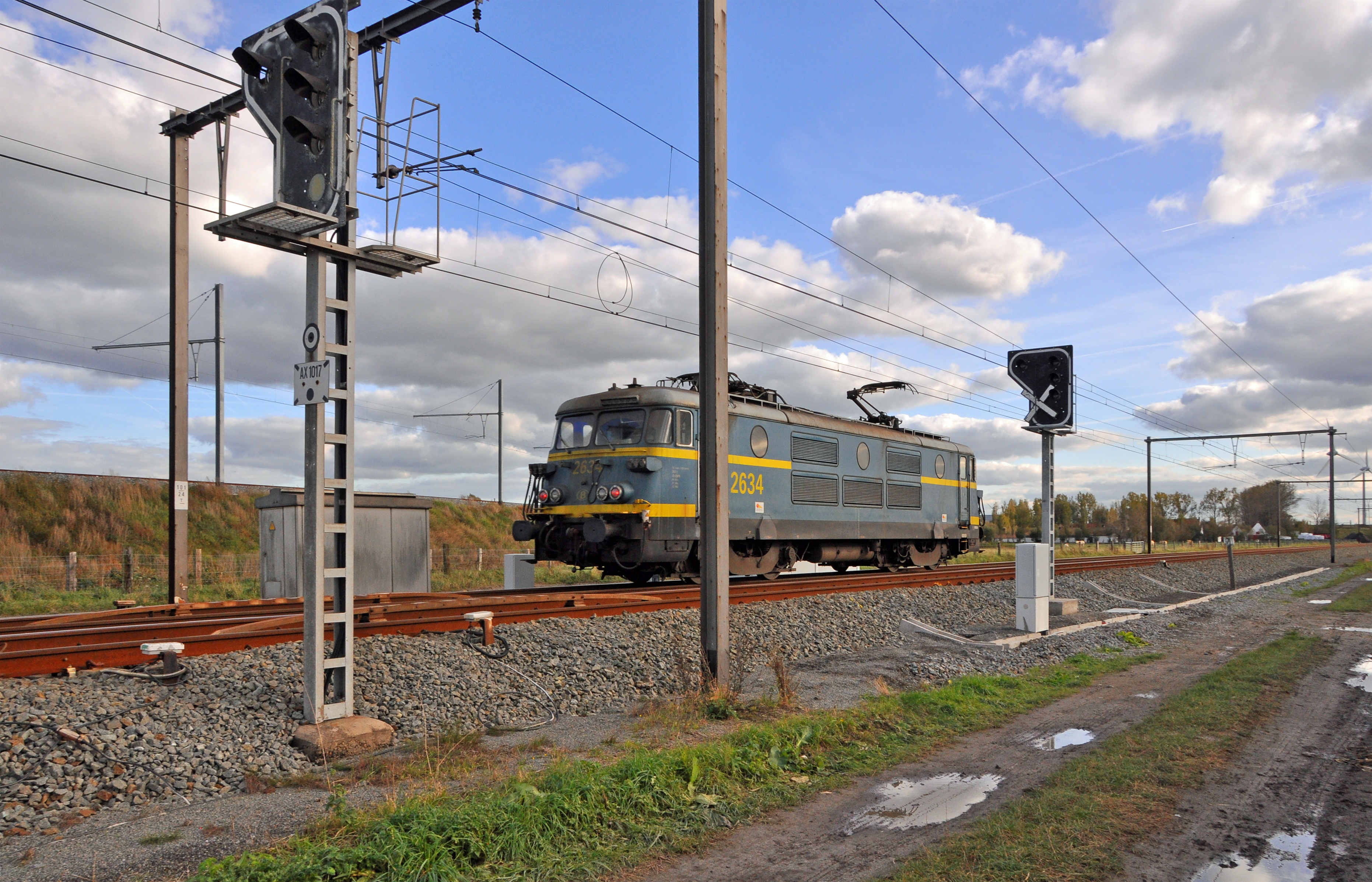
Exemple de signal belge déplacé de quelques mètres. Le deuxième, barré d'une croix, doit être considéré comme "inexistant".

- Le long des voies de chemin de fer françaises, belges, et peut-être dans d'autres pays, on appose une croix de Saint-André blanche sur un signal lumineux pour l'annuler : quel que soit son aspect, les conducteurs de trains doivent agir comme si ce signal n'existait pas ; ainsi par exemple, lorsqu'un signal est avancé ou reculé de quelques mètres, celui des deux signaux qui n'est pas encore en service, ou qui ne l'est plus, est barré d'une croix blanche pour l'annuler.
- Dans la signalisation des sentiers de randonnée elle signifie une erreur de parcours,
- La croix de saint André est utilisée dans l'armée suisse pour signaler des tirs de nuit lors d'exercices en stand de tir et/ou de tir à longue distance,
- La croix de saint André est aussi une forme de « x » utilisée pour tenir les poutrelles entre elles dans le plancher d'une maison ou un agencement de poutres entre elles dans une façade en pan de bois,
- La croix de saint André permet de poser la preuve par neuf qui permet de vérifier que le résultat d'une opération simple : addition, soustraction, multiplication ou division est probablement exacte[11],
- La croix de saint André est une méthode de résolution d'équations à une inconnue telles que pour des calculs de dilution du type N1 V1 + N2 V2 = N3 V3 avec V3 = V1 + V2 et V2 inconnu (Ni étant la normalité et Vi le volume). Elle permet à un opérateur de calculer facilement V2 sans utilisation de l'algèbre),
- En chimie et en œnologie particulièrement on détermine les proportions d'un mélange par le procédé appelé règle du croisement des restes appelé également méthode de la croix de saint André pour obtenir par mutage un vin doux ou une boisson alcoolisée d'un titrage d'alcool déterminé[12],
- En génie civil, la croix de saint André est un assemblage de poutres permettant de contreventer une structure[13],
- C'est aussi le nom donné aux barrières rectangulaires consolidées par une croix de saint André en son centre. Elles représentent 99,700 km de longueur dans Paris[réf. souhaitée],Barrières en croix de saint André (Paris, rue Auber).
- La croix de saint André est aussi un dispositif sur lequel on attache les suppliciés sous l'Ancien Régime,
- Les pratiquants des jeux sado-masochistes utilisent également la croix de saint André sur laquelle ils attachent le/la « supplicié(e) » avec son accord,
- Les tailleurs de pierre en ont également l'usage afin de vérifier qu'une surface est bien plane,
- La croix de saint André est utilisée pour désigner une croix de poils plus foncés au niveau du garrot de certaines races d'ânes,
- La croix de saint André est une installation de drainage pour l'assèchement des caves humides.
- La croix de saint André est une configuration de 4 safrans permettant de diriger un sous-marin en direction et en immersion, utilisé par la classe Suffren.
- Dans un aérodrome, des croix de saint André peuvent être peintes au sol ou dessinées à l'aide de lampes pour indiquer une piste ou une voie de circulation fermée.
- Dans les courses de moto, la croix de saint André peut avoir plusieurs significations selon les couleurs.